# Карло Колаяково
Карло Колаяково (англ. Carlo Colaiacovo; 27 січня 1983, Торонто, провінція Онтаріо) — канадський хокеїст, захисник. У Карло є брат-близнюк Пауло також в минулому професійний хокеїст, воротар.

## Кар'єра

### Торонто Мейпл-Ліфс
У Драфті НХЛ 2001 року був обраний «Мейпл-Ліфс» в першому раунді під 17-м номером. Правда Карло часто турбували травми, свою першу шайбу в НХЛ він закинув 8 листопада 2005 року в матчі проти Вашингтон Кепіталс.
23 січня 2006 року, Колаяково отримав травму, струс мозку, і пропустив кінець сезону 2005/06 років.
Відновившись перед сезоном 2006/07 років, 4 грудня 2006 року захисник повернувся з фарм-клубу до «Мейпл-Ліфс» і вже 16 грудня, закинув свою першу шайбу у сезоні в матчі проти Нью-Йорк Рейнджерс. В квітні 2007 року Карло знову травмувався.

### Сент-Луїс Блюз
24 листопада 2008 року, Колаяково був проданий разом з Александром Стіном, до Сент-Луїс Блюз в обмін на Лі Стемпняк. Він закінчив сезон 2008/09 з 30 очками, які набрав в матчах за «Торонто Мейпл-Ліфс» та «Сент-Луїс Блюз». У сезоні 2009/10 років, Карло відіграв 67 матчів та набрав 32 очка (7 + 25), зайнявши друге місце серед захисників «Блюз».
Сезон 2010/11 років захисник стабільно відіграв у регулярному сезоні — 65 матчів та 26 очок (6 + 20). Виступав у складі національної збірної на чемпіонаті світу 2011 року у Словаччині.
В сезоні 2011/12 років у регулярному чемпіонаті відіграв — 64 матчі, набрав 19 очок (2 + 17), в раунді плей-оф 7 матчів та три результативні передачі.
13 листопада 2013 року повернувся до клубу, уклавши контракт на один рік.

### Детройт Ред-Вінгс
12 вересня 2012 року, Карло підписує дворічний контракт з Детройт Ред-Вінгс. У другій грі сезону, Колайоково отримав травму плеча. Після відновлення зіграв дебютний матч 1 квітня 2013 року проти Колорадо Аваланч. 

### Філадельфія Флаєрс
30 жовтня 2014 року захисник підписав контракт з клубом «Філадельфія Флаєрс».

### Баффало Сейбрс
Два сезони захищав кольори «Баффало Сейбрс».

### Адлер Мангайм
З 2017 по 2018 виступав за німецький клуб Адлер Мангайм.

## Інші дані
Через локаут в НХЛ в 2012 році, брав участь у Кубку Шпенглера в Давосі, (Швейцарія), де став переможцем у складі збірної Канади. Чемпіонат НХЛ сезону 2012/13 років був скороченим, знову захиснику не поталанило він отримав чергову травму. 